# MBot (robot éducatif)
 (septembre 2024).
La mise en forme du texte ne suit pas les recommandations de Wikipédia : il faut le « wikifier ».
Les points d'amélioration suivants sont les cas les plus fréquents :
- Les titres sont pré-formatés par le logiciel. Ils ne sont ni en capitales, ni en gras.
- Le texte ne doit pas être écrit en capitales (les noms de famille non plus), ni en gras, ni en italique, ni en « petit »…
- Le gras n'est utilisé que pour surligner le titre de l'article dans l'introduction, une seule fois.
- L'italique est rarement utilisé : mots en langue étrangère, titres d'œuvres, noms de bateaux, etc.
- Les citations ne sont pas en italique mais en corps de texte normal. Elles sont entourées par des guillemets français : « et ».
- Les listes à puces sont à éviter, des paragraphes rédigés étant largement préférés. Les tableaux sont à réserver à la présentation de données structurées (résultats, etc.).
- Les appels de note de bas de page (petits chiffres en exposant, introduits par l'outil «  Source ») sont à placer entre la fin de phrase et le point final[comme ça].
- Les liens internes (vers d'autres articles de Wikipédia) sont à choisir avec parcimonie. Créez des liens vers des articles approfondissant le sujet. Les termes génériques sans rapport avec le sujet sont à éviter, ainsi que les répétitions de liens vers un même terme.
- Les liens externes sont à placer uniquement dans une section « Liens externes », à la fin de l'article. Ces liens sont à choisir avec parcimonie suivant les règles définies. Si un lien sert de source à l'article, son insertion dans le texte est à faire par les notes de bas de page.
- La présentation des références doit suivre les conventions bibliographiques. Il est recommandé d'utiliser les modèles {{Ouvrage}}, {{Chapitre}}, {{Article}}, {{Lien web}} et/ou {{Bibliographie}}. Le mode d'édition visuel peut mettre en forme automatiquement les références.
- Insérer une infobox (cadre d'informations à droite) n'est pas obligatoire pour parachever la mise en page.

Pour une aide détaillée, merci de consulter Aide:Wikification.
Si vous pensez que ces points ont été résolus, vous pouvez retirer ce bandeau et améliorer la mise en forme d'un autre article.

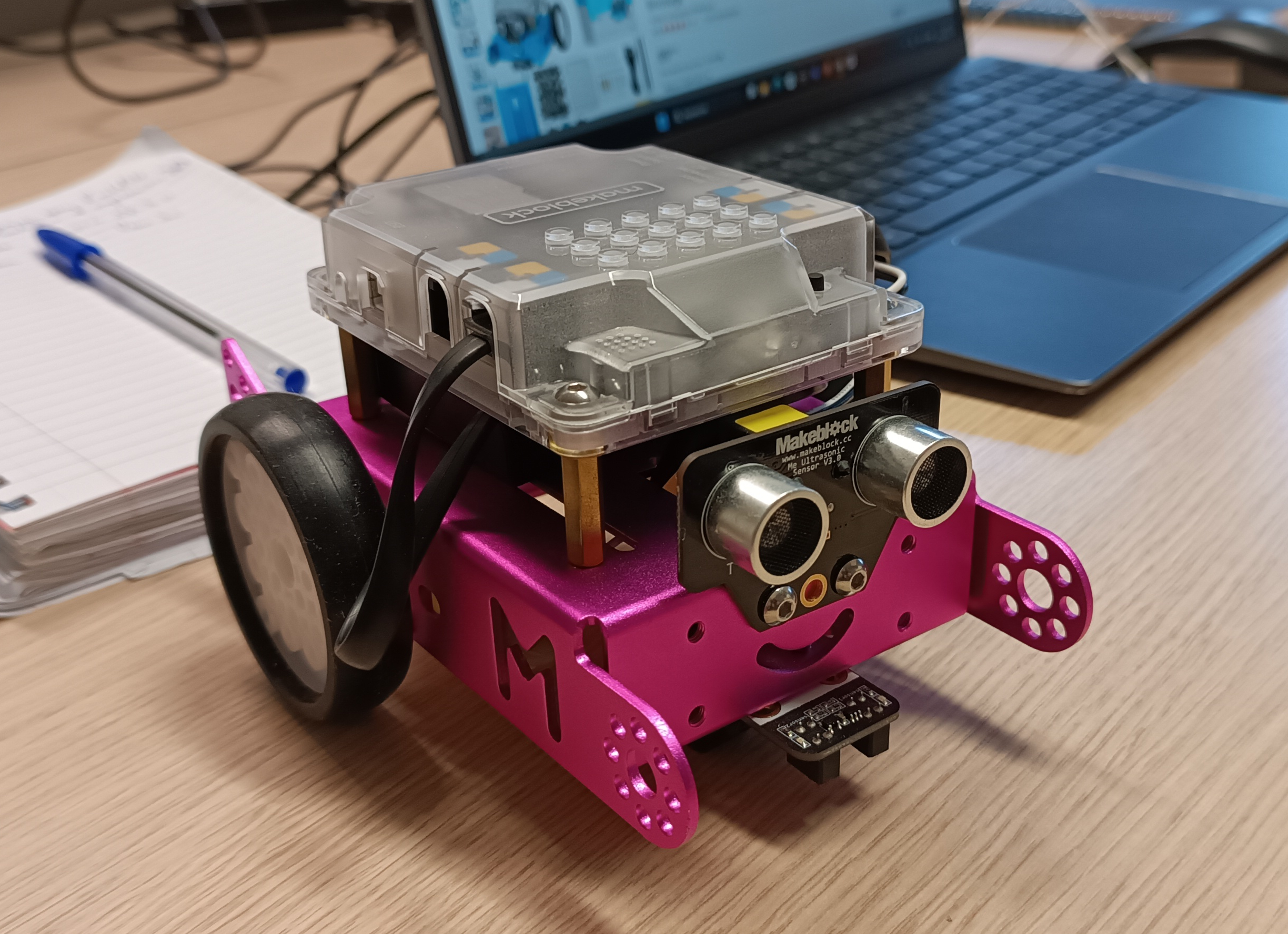
mBot dans sa version anodisée rose

Robot éducatif à destination des débutants, notamment des enfants, Mbot permet d'apprendre la robotique et le code dans un esprit ludique.

## Introduction
Livré en kit à monter ou prêt à l'emploi, le mBot est un robot simple, composé d'un châssis en aluminium anodisé coloré supportant deux roues animées par deux moteurs pilotés pas à pas à l’arrière et un patin à l'avant.
A l'avant du châssis, le robot dispose d'une paire de capteurs ultrasoniques et d'un couple émetteur/récepteur infrarouge / suiveur de ligne lui permettant de détecter/interagir avec les obstacles et se diriger.
Les moteurs et capteurs sont gérés par une carte mère compatible Arduino / ATmega328 intégrée au sommet du montage et enchâssée dans un boitier en plastique injecté translucide.

## Origine
mBot a été lancé sur la plateforme Kickstarter le 7 avril 2015 lors de la campagne «One robot per kid» par la startup Chinoise Makeblock.
Le financement a atteint 285.463 $, soit 1427% du budget initialement prévu (20.000$).
La startup chinoise a ensuite pu lever des fonds à hauteur de 30 millions de dollars.

## Fonctionnement
Compatible Arduino Uno, la carte du robot se programme avec le logiciel mBlock, qui est dérivé du logiciel opensource Scratch.
Le logiciel mBlock reprend la présentation de Scratch en ajoutant une section «robot».
Le code de Mblock est un langage graphique simple de type «programmation par blocs» donc adapté à l'apprentissage de la programmation, aussi Mbot et Mblock ont été bien adoptés par les académies en france. On trouve de nombreuses ressources pédagogiques,,,, sur leurs sites respectifs.
Le code est téléversé dans la carte mère du Mbot par le biais de la connexion USB. Au redémarrage de la carte, le code téléversé s’exécute.
Les moteurs «droite» et «gauche» fonctionnent de manière indépendante, et la roulette / patin avant équilibre le robot lors des virages. Ce mode de fonctionnement rappelle celui du robot Robie Junior commercialisé dans les années 80 en France par la chaine de magasins Tandy et par RadioShack aux États-Unis. A l'instar de Robie Junior, mBot possède deux émetteurs/récepteurs à Ultrasons pour se situer dans l'espace ou repérer des obstacles. Toutefois, Robie Junior n'était pas programmable. Ce qui fait l'attrait de mBot n'est pas particulièrement l'innovation mais plutôt l'ergonomie du kit de démarrage, le côté ludique ciblant la population jeune et la compatibilité avec les technologies existantes déjà bien implantées (Scratch / Arduino) en harmonie avec les méthodes pédagogiques modernes.

## Réception
La campagne marketing de lancement et de suivi est soignée avec de bons relais sur les réseaux sociaux, plateformes de streaming, et la presse spécialisée dans le monde entier.
Mbot a été adopté par les enseignants et la communauté DIY en France, la compatibilité de sa carte mère avec le code arduino et la similarité ergonomique avec Scratch ont été un facteur favorisant.

## Modularité / Possibilités d'extension
Le projet Mbot étant un «jeu de construction», de nombreux développeurs ont conçu des modèles et des extensions au kit original proposé par Makeblock. Par exemple, le projet «Mbot vision» propose d'ajouter une fonctionnalité de reconnaissance des objets par apprentissage automatique (machine learning) avec l'ajout d'une carte ESP32, d'une camera et d'un code approprié.
1. ↑  (en) « mBot: $49 educational robot for each kid », sur kickstarter.com, 7 avril 2015 (consulté le 12 septembre 2024)
2. ↑  (en-US) Lora Kolodny, « Makeblock raises $30 million for robot-building kits for kids » , sur techcrunch.com, 16 mars 2017 (consulté le 12 septembre 2024)
3. ↑  « MBOT » , sur occitanie-canope.canoprof.fr (consulté le 12 septembre 2024)
4. ↑  Vincent Jaouen, « Robot Mbot en maths et en physique » , sur Académie de Rennes, espace pédagogique (consulté le 12 septembre 2024)
5. ↑  « Ressources pour le robot mBot » , sur Académie de Poitiers, espace pédagogique, Technologie et Sciences pour l’Ingénieur (consulté le 12 septembre 2024)
6. ↑  « Robotique et asservissement avec mBot » , sur Académie de Montpellier, portail pédagogique académique (consulté le 12 septembre 2024)
7. ↑  Emmanuel Mouton, « Piloter mBot » , sur Technologie Collège, Actualités et ressources pédagogiques de l'académie de Bordeaux, 22 octobre 2019 (consulté le 12 septembre 2024)
8. ↑  « Formation 2018 : pilotage de systèmes » , sur Académie de Grenoble (consulté le 12 septembre 2024)
9. ↑  (en) « Robie Junior® by Radio Shack® » , sur http://www.theoldrobots.com (consulté le 12 septembre 2024)
10. ↑  (en) Chanux Bro, « mBot Educational Robot Kit in Sri Lanka »  [stream vidéo mp4], sur Youtube, canal de Chanux Bro, date de publication - 2019 (consulté le 12 septembre 2024)
11. ↑  (en-CA) Linus tech tips, « mBot S.T.E.M. Educational Robot - Great intro to robotics ? »  [streaming vidéo mp4], sur Youtube canal de Linus Tech Tips, date de publication - 2015 (consulté le 12 septembre 2024)
12. ↑  (en) Lora Kolodny, « Makeblock raises $30 million for robot-building kits for kids » , sur https://techcrunch.com, 16 mars 2017 (consulté le 12 septembre 2024)
13. ↑  Nathanaël Latour, « MBot le robot » , sur www.wikidebrouillard.org, 20 mai 2022 (consulté le 12 septembre 2024)
14. ↑  (en) Mikael Johansson, « mbot vision » , sur github.com, date de publication - 2021 (consulté le 12 septembre 2024)